# Ассоколай
Ассоколай (адыг. Аскъэлай) — аул в Теучежском районе Республики Адыгея. Административный центр Ассоколайского сельского поселения.
Расположен на реке Марте примерно в 55 км к северо-западу от Майкопа, в 8 км к юго-востоку от районного центра аула Понежукай и в 40 км от Краснодара.

## История
Аул переселился на нынешнее место в 1850 году, до 1870-х годов также встречается название Эмзукай.
Названа по личному адыгскому имени адыг. Аскъал и переводится как «аул Аскала».

## Население
| 1926  | 2002  | 2010  | 2013  | 2014  | 2015  | 2016  |
| ----- | ----- | ----- | ----- | ----- | ----- | ----- |
| 1761  | ↘1618 | ↘1563 | ↘1556 | ↘1544 | ↘1520 | ↘1493 |
| 2017  | 2018  | 2019  | 2020  | 2021  | 2023  | 2024  |
| ↘1472 | ↘1466 | ↘1448 | ↘1442 | ↘1433 | ↘1432 | ↘1421 |

По данным Всероссийской переписи 2021 года:
| Народ               | Численность, чел. | Доля от всего населения, % |
| ------------------- | ----------------- | -------------------------- |
| адыги (черкесы)     | 1 367             | 95,39 %                    |
| русские             | 26                | 1,81 %                     |
| другие / не указано | 40                | 2,79 %                     |
| всего               | 1 433             | 100,0 %                    |

## Улицы
- 60 лет Октября,
- Андрухаева,
- Гагарина,
- Калинина,
- Кирова,
- Колхозная,
- Ленина,
- Мира,
- Набережная,
- Набережный переулок,
- Свободы,
- Хакурате,
- Шовгенова,
- Южная.